# Incidente del baño sangriento de Melbourne
El Baño sangriento de Melbourne (en húngaro: Melbourne-i vérfürdő; en ruso: Кровь в бассейне, romanización: Krov' v basseyne) fue un partido de waterpolo entre Hungría y la Unión Soviética en los Juegos Olímpicos de 1956 y es posiblemente el partido más famoso de la historia del waterpolo.

## Historia
El partido se jugó con el trasfondo de la Revolución húngara de 1956 y se zanjó con la derrota de la URSS ante Hungría por 4-0. El nombre que recibió el partido fue acuñado por los medios de comunicación después de que el jugador húngaro Ervin Zádor saliera del agua al final del partido con sangre manando de un corte bajo su ojo izquierdo.
El 23 de octubre de 1956 una pequeña manifestación de estudiantes (de la Universidad de Tecnología y Economía de Budapest) se había convertido en un auténtico levantamiento contra el gobierno de Budapest, gobierno controlado por la Unión Soviética. Durante varios días pareció que Hungría podría librarse del control de la URSS. Sin embargo, el 1 de noviembre los tanques soviéticos comenzaron a moverse en Hungría, y del 4 al 10 de noviembre las fuerzas comenzaron a dominar el levantamiento con una estrategia armada combinada de ataques aéreos, bombardeos de artillería y acciones coordinadas de tanques e infantería.
En el momento del levantamiento, el equipo de waterpolo húngaro estaba en un campo de entrenamiento en las montañas cerca de Budapest. Desde allí podían oír los disparos y ver las columnas de humo. El equipo era el vigente campeón olímpico; con los juegos de Melbourne a menos de dos meses vista, pronto fueron trasladados más allá de la frontera, a Checoslovaquia, para evitar que se vieran envueltos por la revolución. Los jugadores solo conocieron la verdadera importancia del levantamiento una vez que estuvieron en Australia, y estaban ansiosos por tener noticias de amigos y familiares.
Para cuando comenzaron las Olimpiadas, el levantamiento había sido reprimido brutalmente, y muchos jugadores veían las Olimpiadas como una forma de recuperar algo del orgullo de su país. "Sentíamos que estábamos jugando no solo por nosotros, sino por todo nuestro país", dijo Zador tras el partido. Para entonces, la comunidad internacional era consciente de la brutalidad de la respuesta soviética al levantamiento, y el equipo olímpico húngaro era animado cada vez que competía. El partido del "baño sangriento" se celebró ante una multitud animada por exiliados húngaros, muchos de los cuales habían estado unos días antes presenciando el combate de boxeo en el que László Papp ganó su tercera medalla de oro.
Desde el principio, el partido fue muy físico, con intercambio de patadas y puñetazos. El jugador estrella Zador marcó dos goles para la alegría de la multitud. Con un 4-0 en el marcador al llegar los minutos finales, Zador fue obligado a abandonar la piscina tras ser golpeado por Valentin Prokopov. La herida de Zador fue la gota que colmó el vaso de una multitud ya exaltada. Para evitar una revuelta, el partido fue suspendido a falta de un minuto, y la policía ocupó el recinto para sacar a la multitud. Las fotos de las heridas de Zador fueron publicadas por la prensa de todo el mundo, dando lugar al nombre de "baño sangriento" ("blood in the water"), aunque la información de que el agua se volvió roja fue probablemente una exageración.

## Legado
El equipo húngaro continuó en la competición venciendo a Yugoslavia por 2-1 en la final, y ganando así su cuarto oro olímpico. Tras los juegos, la mitad del centenar de miembros de la delegación olímpica húngara desertó.
En 2006, coincidiendo con el 50 aniversario de la Revolución húngara de 1956, se realizó el largometraje documental Freedom's Fury, contando la historia del partido. El film fue producido por Lucy Liu y Quentin Tarantino, quien lo describió como "la mejor historia que jamás me han contado". El documental estaba narrado por Mark Spitz, que de joven fue entrenado por Zador.